# Ctenarthria khorgosalis
Ctenarthria khorgosalis är en fjärilsart som beskrevs av Émile Louis Ragonot 1891. Ctenarthria khorgosalis ingår i släktet Ctenarthria och familjen mott. Inga underarter finns listade i Catalogue of Life.